# Aldonça de Montsoriu
Aldonça de Montsoriu va ser monja i abadessa des del 1490 del monestir de la Trinitat a València, succeint en el càrrec a Isabel de Villena.
Formava part del cercle de promoció cultural del monestir encapçalat per Isabel de Villena i on també hi havia Àngela de Montagut o Coloma Dalmau.
Destaca el fet que Adonça de Montsoriu va editar en català el 1497, per primera vegada, l'obra Vita Christi, de sor Isabel de Villena, antecessora seva en el càrrec abacial. Va editar el llibre a través de l'impressor alemany de València Lope de Roca. Ho va fer perquè la reina Isabel li n'havia demanat una còpia. També n'escrigué un brillant pròleg, que dedica a la reina Isabel, i en el qual expressa la seva admiració i respecte per sor Isabel de Villena. Firma el pròleg com "humil serventa e oradora Sor Aldonça de Montsoriu, indigna abbadessa del monestir de la Sancta Trinitat".